# Umar învingând un dragon
Umar învingând un dragon este o anluminură din perioada mogulă ce ilustrează un episod din Hamzanama.

## Descriere
Ilustrația îi este atribuită lui Daswanth, fiind realizată în perioada 1557-1577. Dimensiunea paginii este de 55 x 70 cm. Este păstrată în colecția Muzeului de Arte Aplicate din Viena, fiind achiziționată în 1873.

## Analiză
Manuscrisul îl arată pe Umar în luptă cu un dragon din manuscrisul Hamzanama.

## References
1. 1 2  http://www.europeana.eu/portal/record/2063629/AUS_280_007.html